# Hiéroglyphe égyptien B8
Le hiéroglyphe égyptien B8 (femme agenouillée portant une fleur sur les genoux) n'est pas classifié dans la liste de Gardiner originale ; cet hiéroglyphe est noté B8.

## Représentation
Il représente une femme agenouillée, vêtue d'une robe transparente avec le torse nu ou de la robe longue classique.

## Utilisation
C'est un déterminatif du champ lexical de la femme.
| B1 |

| B1 |